# Maribel Domínguez
Maribel Guadalupe Domínguez Castelán (* 18. November 1978 in Mexiko-Stadt; „Marigol“ oder auch „Miragoal“) ist die erfolgreichste mexikanische Fußballspielerin. 

## Karriere

### Vereine
Domínguez wuchs in den Slums auf und lernte in Jungenvereinen Fußball. Ihre Karriere startete sie im Jahr 2002 bei den Kansas City Mystics in der nordamerikanischen W-League. Danach wechselte sie in die US-amerikanische Profiliga WUSA zu Atlanta Beat und spielte später beim spanischen Fußballklub FC Barcelona.
Domínguez erhielt als erste Fußballerin einen Profivertrag in einem Männerfußballverein. Doch der Vertrag mit dem mexikanischen Zweitligisten Atlético Celaya wurde von FIFA-Präsident Sepp Blatter und dem FIFA-Exekutivkomitee verboten.
In der Saison 2013 spielte sie in der neugegründeten National Women’s Soccer League, der höchsten amerikanischen Profiliga im Frauenfußball, für die Chicago Red Stars. Nach Saisonende wechselte sie zurück nach Mexiko und schloss sich den Panteras UAEH in der Super Liga Femenil de Fútbol an.

### Nationalmannschaft
Bei der WM 1999 in den USA erzielte sie beim 1:7 im ersten Gruppenspiel gegen Brasilien das erste WM-Tor für die Mexikanerinnen. Nach zwei weiteren Niederlagen gegen Deutschland (0:6) und Italien (0:2) schieden die Mexikanerinnen aber nach der Vorrunde aus.
Beim CONCACAF Women’s Gold Cup 2002 hatte sie mit drei Toren, davon zwei beim 4:1 im Spiel um Platz 3 gegen Costa Rica maßgeblichen Anteil, dass Mexiko die Play-off-Spiele für die WM-Qualifikation erreichte. In diesen blieb sie aber gegen die Japanerinnen ohne Torerfolg und nach einem 2:2 im Heimspiel wurde durch ein 0:2 im Rückspiel die WM 2003 verpasst.
In der Qualifikation für die Olympischen Spiele in Athen erzielte sie insgesamt erzielte sie 14 Tore und hatte damit maßgeblichen Anteil daran, dass sie mit Mexiko am Fußballturnier der Frauen teilnehmen konnte. Dabei erzielte sie im ersten Spiel gegen die Volksrepublik China mit dem 1:0 das bisher einzige Tor der Mexikanerinnen bei Olympischen Spielen. Die Chinesinnen konnten zwar noch ausgleichen, da Mexiko aber gegen Weltmeister Deutschland nur mit 0:2 verlor, während China mit 0:8 verloren hatte, wurde sogar das Viertelfinale erreicht, das allerdings mit 0:5 gegen Brasilien verloren wurde. 
2005 wurde sie dann auch für die Wahl zur FIFA-Weltfußballerin des Jahres nominiert.
Beim CONCACAF Women’s Gold Cup 2006 war sie zwar mit zwei Toren zusammen mit Mónica Ocampo, Christine Sinclair und Abby Wambach beste Torschützin, es reichte aber wieder nur zum dritten Platz und den Playoffspielen gegen Japan, bei denen diesmal zunächst in Japan mit 0:2 verloren wurde, im Rückspiel aber nur ein 2:1 erreicht wurde.
Besser lief es beim CONCACAF Women’s Gold Cup 2010, wo sie im Halbfinale gegen die USA bereits in der dritten Minute das 1:0 erzielte. Die Nachbarinnen konnten zwar noch ausgleichen, durch ein Tor von Veronica Perez wurde aber erstmals die USA besiegt, für die dies auch die erste Niederlage überhaupt beim Gold Cup bedeutete. Das anschließende Final gegen Kanada wurde zwar verloren, mit dem Finaleinzug waren die Mexikanerinnen aber für die WM in Deutschland qualifiziert.
In der Kaderliste für die WM 2011 wurde sie mit 92 Spielen und 68 Toren gelistet. Seitdem kamen weitere Spiele hinzu, so alle drei Spiele bei der WM, bei der sie auch ein Tor erzielte. Es folgten Einsätze bei den Panamerikanischen Spielen 2011, dem Qualifikationsturnier für die Olympischen Spiele 2012 im Januar 2012, dem Vier-Nationen-Turnier 2012 in der Volksrepublik China im Februar 2012, beim Vier-Nationen-Turnier in Brasilien im Dezember 2012, beim Algarve-Cup 2013, den Zentralamerika- und Karibikspielen 2014.
Nicht berücksichtigt wurde sie für den CONCACAF Women’s Gold Cup 2014, bei dem sich Mexiko für die WM 2015 qualifizierte und auch die WM fand ohne sie statt, ebenso wie die direkt im Anschluss folgenden Panamerikanischen Spielen 2015.
Beim Vier-Nationen-Turnier in Brasilien im Dezember 2015, beim Vier-Nationen-Turnier 2016 in der Volksrepublik China und dem Olympia-Qualifikationsturnier im Februar 2016, bei dem sie vier Tore erzielte, wurde sie dann wieder berücksichtigt, sodass sie in mittlerweile mindestens 128 Länderspielen zum Einsatz kam und dabei mindestens 80 Tore erzielte. Nicht für alle Spiele der Mexikanerinnen wurden die Aufstellungen veröffentlicht. Daher kann die Zahl der Länderspiele sogar höher sein.

## Erfolge
- Zweiter Platz beim CONCACAF Women’s Gold Cup 2010
- Dritte Plätze beim CONCACAF Women’s Gold Cup 2002 und 2006 sowie bei den Panamerikanischen Spielen 2011